# Erwartung
Erwartung (Attesa), Op. 17, è un monodramma in un atto e quattro scene di Arnold Schönberg su un libretto di Marie Pappenheim. Composto nel 1909, non fu presentato per la prima volta fino al 6 giugno 1924 a Praga, diretto da Alexander Zemlinsky con Marie Gutheil-Schoder come soprano.

## Storia e descrizione
L'opera prende la forma insolita di un monologo per soprano solista accompagnato da una grande orchestra. In termini di prestazioni, dura circa mezz'ora. A volte viene abbinato all'opera Il castello di Barbablù (1911) di Béla Bartók, poiché le due opere erano all'incirca contemporanee e condividono temi psicologici simili. La descrizione succinta di Schönberg di Erwartung era la seguente:
Philip Friedheim ha descritto Erwartung come "l'unica opera lunga di Schönberg in uno stile atematico", dove nessun materiale musicale ritorna una sola volta in modo dichiarato nel corso di 426 misure. Nella sua analisi della struttura, un'indicazione della complessità della musica è che la prima scena di oltre 30 battute contiene 9 cambi di metro e 16 cambi di tempo. Herbert Buchanan ha contrastato questa descrizione dell'opera come "atematica" e l'impressione generale di essa, nella sua analisi, è "atonale".
Il musicologo Charles Rosen ha affermato che Erwartung, insieme a Wozzeck di Berg e La sagra della primavera di Stravinskij, è tra gli "impenetrabili" "grandi monumenti del modernismo".

## Rappresentazioni
Erwartung ebbe la sua anteprima britannica il 9 gennaio 1931, con la BBC Symphony Orchestra diretta dal compositore.
È stata la prima opera dal vivo mostrata a Times Square a New York in una produzione di Robin Rhode del novembre 2015 (2 spettacoli).

## Ruoli
- La donna (soprano)

## Trama
Orario: Notte
Località: Una foresta
Una donna è in uno stato di apprensione mentre cerca il suo amante. Nell'oscurità incontra quello che prima pensa che sia un corpo, ma poi capisce che è un tronco d'albero. È spaventata e diventa più ansiosa perché non riesce a trovare l'uomo che sta cercando. Quindi trova un cadavere e vede che è il suo amante. Chiede aiuto, ma non c'è risposta. Cerca di rianimarlo e si rivolge a lui come se fosse ancora vivo, accusandolo rabbiosamente di essere infedele nei suoi confronti. Si chiede quindi cosa abbia ormai più a che fare con la propria vita, dato che il suo amante è ora morto. Alla fine, si allontana da sola nella notte.

## Strumentazione
La partitura di Erwartung richiede:
| Legni 3 Flauti (il 3º doppia il 2º ottavino) Ottavino 4 Oboi (il 4º doppia il Corno inglese) 4 Clarinetti: in Re, in Si bemolle, 2 in La Clarinetto basso in Si bemolle 3 Fagotti Controfagotto Ottoni 4 Corni in Fa 3 Trombe in Si bemolle 4 Tromboni Tuba | Percussioni Timpani Xilofono Glockenspiel Piatti Grancassa Rullante Triangolo Tam-tam Maracas | Tastiera Celesta Archi Arpa Violini I e II Viole Violoncelli Contrabbassi |

## Registrazioni (selezione)
- Columbia: Dorothy Dow; New York Philharmonic-Symphony Orchestra; Dimitri Mitropoulos, direttore[8] (1951)
- Orfeo: Magda László; Symphonieorchester des Bayerischen Rundfunks; Hermann Scherchen, direttore (1955)
- Columbia: Helga Pilarczyk; Washington Opera Society Orchestra; Robert Craft, direttore (p.1963)
- Q Disc: Dorothy Dorow; Concertgebouw Orchestra; Sir Bernard Haitink, direttore (1975)
- CRI: Susan Davenny Wyner; Orchestra of the 20th Century; Arthur Weisberg, direttore (1975)
- CBS: Janis Martin; BBC Symphony Orchestra; Pierre Boulez, direttore[9] (1977)
- Decca: Anja Silja; Wiener Philharmoniker; Christoph von Dohnányi, direttore (1979)
- Philips: Jessye Norman; Metropolitan Opera Orchestra; James Levine, direttore (1989)
- EMI Classics: Phyllis Bryn-Julson; City of Birmingham Symphony Orchestra; Sir Simon Rattle, direttore (1993)
- Teldec: Alessandra Marc; Sächsische Staatskapelle Dresden; Giuseppe Sinopoli, direttore (1996)
- KOCH International Classics: Anja Silja; Philharmonia Orchestra; Robert Craft, direttore (2000)